# Arnold Taraborrelli
Arnold Taraborrelli   (Filadèlfia, 31 d'agost de 1931 - Madrid, 7 de gener de 2024) va ser un ballarí, coreògraf i mestre de dansa estatunidenca establert a Espanya. En 1995 va rebre la medalla de plata de les Belles Arts de la Comunitat de Madrid.

## Biografia
Va estudiar dansa a Nova York i Filadèlfia amb José Limón, Matox F. Lensky. Entre 1954-1964 va col·laborar amb el Ballet de San Juan de Puerto Rico com a ballarí i coreògraf. En aquest país coneixeria a Lola Flores, que pel que sembla va ser un dels motius per traslladar-se després a Espanya. Després d'una temporada treballant a Londres per a la televisió britànica (col·laborant amb Xavier Cugat i Edmundo Ros), va decidir instal·lar-se en la capital espanyola on va treballar inicialment en l'estudi de Karen Taft en la carrer de la Libertad (i més tard en l'estudi del número 9 del carrer del General Oraá). A Madrid va desenvolupar la seva activitat com a coreògraf, preparador d'actors, escenògraf i cartellista, formant equip amb William Layton i Miguel Narros com a professor de Moviment en experiències com el Teatro Estudio de Madrid, el TEM i el TEC, i treballant amb José Carlos Plaza, Fernando Fernán Gómez, Francisco Nieva o José Luis Alonso, en muntatges com Tío Vania, Retrato de dama con perrito, Así que pasen cinco años, Woyzeck, Carmen, Carmen (1988)), El sueño de una noche de verano, entre moltes altres.
Entre els seus alumnesdestaquen Nacho Duato, Carmen Maura, Miguel Ríos, Miguel Bosé, Luz Casal, o de sagues familiars d'actors com Ana Belén o María Pastor (la mare i l'àvia dels quals també van ser «deixebles d'Arnold»). És oncle de Jay Randy Taraborrelli (biògraf de famosos com Michael Jackson Madonna, Marilyn Monroe o Frank Sinatra.